# Самарська Лука (Надволжя)
53°07′00″ пн. ш. 50°04′00″ сх. д. / 53.116666666667° пн. ш. 50.066666666667° сх. д.
Самарська Лука — найбільший, значно виражений і відомий закрут Волги. Самарська Лука розташована на ділянці Усольє - Тольятті - Самара - Сизрань. 
Утворилась в результаті відхилення річища Волги Жигулівськими горами.
Серед рослин і тварин, що зустрічаються тут, є дуже рідкісні або такі, що не зустрічаються більше ніде види — ендеміки. Є рослини, що збереглися від дольодовикового періоду. А у відкритих гірських породах можна спостерігати скам'янілості і відбитки стародавніх морських організмів.
Нижче за течією Волга зливається з річкою Сок. Неподалік від місця впадіння Соку до Волги розташований Царів курган. Висота кургану становила близько 80 м, але внаслідок розробок каменя сучасний курган став набагато нижчий. Там, де Волга робить різкий поворот і звужується, потрапляючи в лещата двох гір — Сєрна і Тіп-Тяв, утворюються так звані Жигулівські ворота. У цьому місці відбулося опускання земної кори і гірські породи під натиском води були зруйновані — Волга знайшла коротший шлях до Каспія. Гора Сєрна це найвища вершина Східних Жигулів, а гора Тіп-Тяв — найвища серед Соколиних гір.
У верхній частині луки розташована Жигулівська ГЕС. 
На території, обмеженим лукою знаходиться унікальний природний Жигулівський заповідник. На території Самарської Луки існує однойменний національний парк.

## Геологія
Походження Жигулівських гір пов'язане з тектонічним підняттям (Жигулівська дислокація), активізувалися у середньому девоні і пізніше у карбоні. Максимально підняття зазнали наприкінці палеогену, початку неогену і в середньому пліоцені, тоді висота Жигулівських гір сягала 900 м.
У наступних геологічних періодах територія зазнала інтенсивні ерозійні процеси, в результаті впливу яких були знищена значна частина мезозойських порід. У підсумку на значних площах оголилися карбонатні відкладення кам'яновугільної і пермської систем. Поверхня істотно знизилася і зазнала розчленування мережею вузьких каньонооподібних долин, карстові процеси що посилилися сприяли зменшенню поверхневого розмиву.
Самарська Лука не зазнала четвертинне заледеніння, і територія зберегла первозданний гірського вигляду, тому, незважаючи на невелику висоту, навіть у спеціальній літературі Жигулі іменуються горами. Гори розташовані у північній частині Самарської Луки, полого спускаючись до півдня і південного сходу.